# Thestios
Thestios (altgriechisch Θέστιος Théstios) ist in der griechischen Mythologie der König von Pleuron. Er gilt als der Sohn des Ares und Demonike. Seine Geschwister sind Euenos, Pylos und Molos.
Mit Eurythemis, der Tochter von Kleoboia, hatte er die drei Töchter Althaia, Hypermestra und Leda und die vier Söhne Iphiklos, Euippos, Plexippos und Eurypylos.

## Nachweise
1. ↑  Bibliotheke des Apollodor 1,7,10